# (20460) Робуайтли

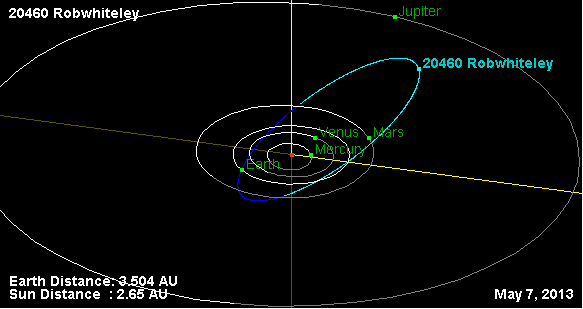

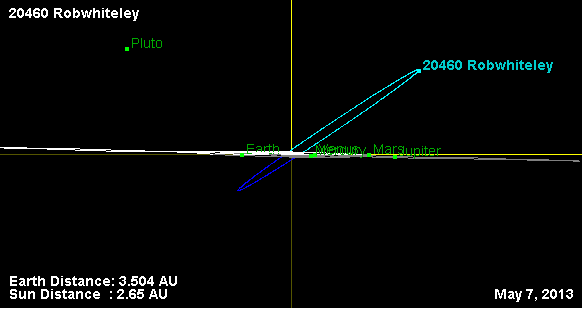

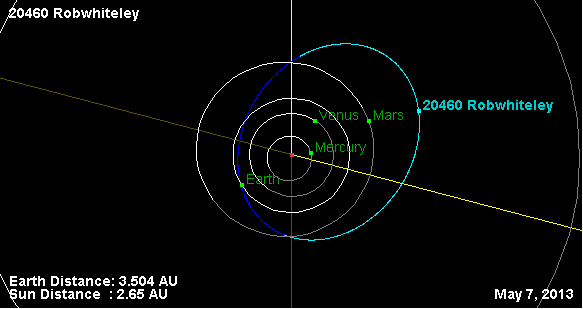

(20460) Робуайтли (лат. Robwhiteley) — околоземный астероид из группы Амура (II), который был открыт 13 июня 1999 года в рамках астрономического обзора Каталина и назван в честь американского астронома Роберта Дж. Уайтли.